# 2e armée (Allemagne)
Pour les articles homonymes, voir IIe Armée.
La 2e armée (en allemand : 2. Armee) était une armée (regroupement d'unités) de la Deutsches Heer (armée de terre allemande) pendant la Première Guerre mondiale, puis de la Heer (armée de terre de la Wehrmacht) lors de la Seconde Guerre mondiale.

## Seconde Guerre mondiale

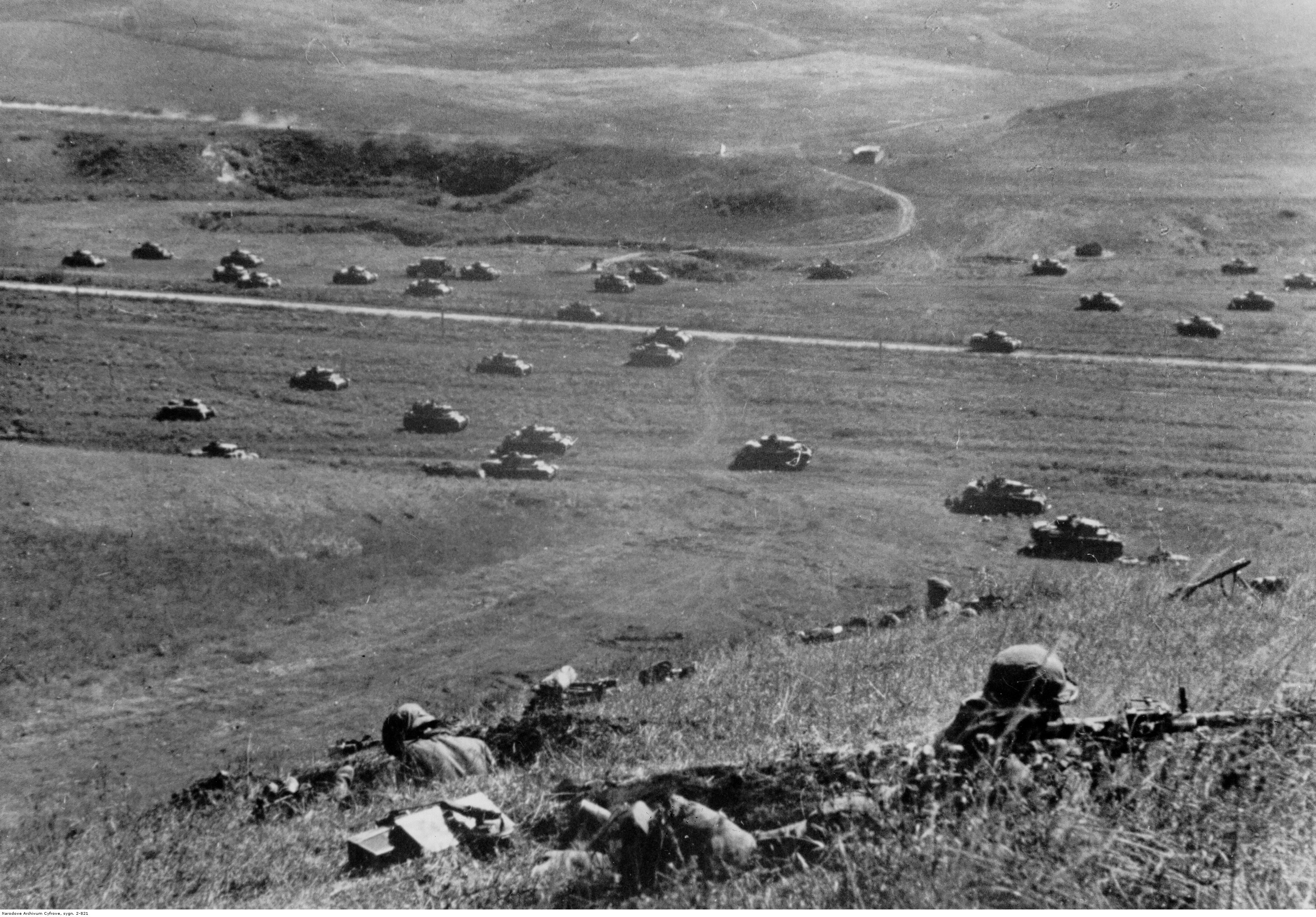
Ensemble de chars Allemand traversant la vallée de montagne dans le Caucase.

La 2e armée allemande est activée le 20 octobre 1939 avec le Generaloberst Maximilian Reichsfreiherr von Weichs aux commandes.
Entrée en service en France, la 2e Armée est impliquée dans l'invasion des Balkans, avant les opérations offensives dans l'Ukraine dans le cadre de l'opération Barbarossa.
En 1942, elle participe à l'opération Fall Blau et participe aux combats dans la région de Voronej.
En janvier 1943, à la suite de la destruction des armées italienne et hongroise déployées le long au Don au sud de Voronej, elle se retrouve en position avancée et n'échappe que de peu à l'encerclement (mais perd tout son matériel lourd) lors de l'offensive Voronej-Kastornoe. Son recul la place à la pointe du saillant de Koursk, ce pourquoi elle n'occupe qu'un rôle passif lors de la bataille à l'été 1943.
En 1945, la 2e Armée a un rôle crucial dans la défense de la Prusse orientale et occidentale. Elle est renommée Armee Ostpreußen le 7 avril 1945, avant de  finalement capituler le 9 mai 1945.

### Organisation

#### Commandants successifs
| Début           | fin             | Grade                     | Commandant            |
| --------------- | --------------- | ------------------------- | --------------------- |
| 20 octobre 1939 | 13 juillet 1942 | Generalfeldmarschall      | Maximilian von Weichs |
| 14 juillet 1942 | 3 février 1943  | Generaloberst             | Hans von Salmuth      |
| 4 février 1943  | 9 mars 1945     | Generaloberst             | Walter Weiss          |
| 10 mars 1945    | 7 avril 1945    | General der Panzertruppen | Dietrich von Saucken  |

#### Chefs d'état-major
| Début             | fin               | Grade           | Commandant                 |
| ----------------- | ----------------- | --------------- | -------------------------- |
| 20 octobre 1939   | 15 février 1940   | Generalleutnant | Hans-Gustav Felber         |
| 15 février 1940   | 1er novembre 1940 | Generalmajor    | Rudolf Konrad              |
| 1er novembre 1940 | 19 octobre 1941   | Generalleutnant | Hermann von Witzleben (de) |
| 19 octobre 1941   | 20 novembre 1943  | Generalleutnant | Gustav Harteneck           |
| 20 novembre 1943  | 21 juillet 1944   | Generalmajor    | Henning von Tresckow       |
| 22 juillet 1944   | 25 juillet 1944   | Oberst          | von Schewen                |
| 25 juillet 1944   | 7 avril 1945      | Generalmajor    | Robert Macher              |

#### Chefs d'Opérations
| Début             | fin               | Grade          | Commandant                       |
| ----------------- | ----------------- | -------------- | -------------------------------- |
| 20 octobre 1939   | 31 mars 19410     | Oberst         | Walter Schilling                 |
| 1er avril 1941    | 3 août 1941       | Oberst         | Gerhard Feyerabend               |
| 3 août 1941       | 13 décembre 1942  | Oberstleutnant | Wolfdietrich Ritter von Xylander |
| 13 décembre 1942  | 15 juillet 1943   | Oberst         | Peter von der Groeben            |
| 15 juillet 1943   | 30 septembre 1944 | Oberst         | Ernst-August Lassen              |
| 30 septembre 1944 | 20 février 1944   | Oberstleutnant | Günther Starck                   |
| 20 février 1944   | 7 avril 1945      | Oberstleutnant | Wolfgang Brennecke               |

### Ordres de bataille
21 décembre 1940
- LI. Armeekorps
  - 183. Infanterie-Division
  - 132. Infanterie-Division
  - 137. Infanterie-Division
  - 100. Leichte Infanterie-Division
  - 101. Leichte Infanterie-Division
  - 134. Infanterie-Division
- L. Armeekorps
  - 129. Infanterie-Division
  - 112. Infanterie-Division
  - 113. Infanterie-Division
  - 99. Leichte Infanterie-Division
- XVIII. Gebirgs-Armeekorps
  - 4. Gebirgs-Division
  - 5. Gebirgs-Division
  - 125. Infanterie-Division
  - 97. Leichte Infanterie-Division
- XXIV. Armeekorps (mot)
  - 10. Infanterie-Division (mot)
  - 25. Infanterie-Division (mot)
  - 36. Infanterie-Division (mot)
  - 15. Panzer-Division
  - 17. Panzer-Division

3 septembre 1941
- Höheres Kommando z.b.V. XXXV
  - 112. Infanterie-Division
  - 45. Infanterie-Division
- XIII. Armeekorps
  - 134. Infanterie-Division
  - 17. Infanterie-Division
  - 260. Infanterie-Division
- XXXXIII. Armeekorps
  - 131. Infanterie-Division
  - 293. Infanterie-Division

2 janvier 1942
- Kampfgruppe 216. Infanterie-Division
  - Kampfgruppe 102. Infanterie-Division
  - Kampfgruppe 2. Panzer-Division + Kampfgruppe 12. Panzer-Division
  - 292. Infanterie-Division
- LVI. Panzerkorps
  - 4. Panzer-Division
  - 5. Panzer-Division
- VII Corps hongrois
- 18e division de réserve hongroise
- 19e division de réserve hongroise

26 décembre 1943
- À la disposition de la 2. Armee
  - 203. Sicherungs-Division
  - 4. Panzer-Division
- XXXXVI. Panzerkorps
  - Kampfgruppe General Müller
  - ½ Korps-Abteilung E
  - 7. Infanterie-Division
- XX. Armeekorps
  - 102. Infanterie-Division
  - 292. Infanterie-Division
- LVI. Panzerkorps
  - 5. Panzer-Division + 203. Sicherungs-Division
  - Kampfgruppe 12. Panzer-Division + ½ Korps-Abteilung E + 4. Panzer-Division
- VII Corps hongrois
- 18e division de réserve hongroise
- 19e division de réserve hongroise

15 avril 1944
- À la disposition de la 2. Armee
  - 3. Kavallerie-Brigade
  - 5. SS-Panzer-Division “Wiking”
- LVI. Panzerkorps
  - Gruppe Oberst Lippert
  - 1. Skijäger-Brigade
  - 253. Infanterie-Division
  - 131. Infanterie-Division + 1. Skijäger-Brigade
  - Kampfgruppe Gruppenführer Gille (5. SS-Panzer-Division “Wiking”)
  - 4. Panzer-Division
  - 5. Panzer-Division
  - 5. Jäger-Division
- VIII. Armeekorps
  - 211. Infanterie-Division + 12e division d'infanterie hongroise
- Gruppe General Agricola
  - Korps-Abteilung E (Divisionsgruppen 86, 137, 251)
  - 3. Kavallerie-Brigade
- XXIII. Armeekorps
  - 7. Infanterie-Division
  - 203. Sicherungs-Division
  - Brigade Stab z.b.V. 17

15 mai 1944
- À la disposition de la 2. Armee
  - Kavallerie-Regiment Nord
- LVI. Panzerkorps
  - 5. Panzer-Division
  - 1. Skijäger-Brigade
  - 253. Infanterie-Division
  - 131. Infanterie-Division
  - 342. Infanterie-Division
  - 4. Panzer-Division
  - 26. Infanterie-Division
- VIII. Armeekorps
  - 5. Jäger-Division
  - 211. Infanterie-Division
  - 12e division de réserve hongroise
- XX. Armeekorps
  - Korps-Abteilung E (Divisionsgruppen 86, 137, 251)
  - Kavallerie-Brigade Oberst von Wolff
  - Kavallerie-Brigade Oberst von Wolff
- XXIII. Armeekorps
  - 7. Infanterie-Division
  - 203. Sicherungs-Division
  - Brigade Stab z.b.V. 17
- II Reserve Corps de réserve hongrois
  - 1re division légère hongroise
  - 5e division de réserve hongroise
  - 19e division de réserve hongroise
  - 23e division de réserve hongroise

15 juin 1944
- À la disposition de la 2. Armee
  - 5e division de réserve hongroise
  - 23e division de réserve hongroise
  - 4. Kavallerie-Brigade
  - 1re division de cavalerie hongroise
- VIII. Armeekorps
  - 5. Jäger-Division
  - 211. Infanterie-Division
  - 12e division d'infanterie hongroise
- XX. Armeekorps
  - Korps-Abteilung E (Divisionsgruppen 86, 137, 251)
  - 3. Kavallerie-Brigade
- XXIII. Armeekorps
  - 7. Infanterie-Division
  - 203. Sicherungs-Division
  - Brigade Stab z.b.V. 17

15 juillet 1944
- À la disposition de la 2. Armee
  - II Corps de réserve hongroise
  - 5e division de réserve hongroise
  - 23e division de réserve hongroise
  - 1re division de cavalerie hongroise
  - 52. Sicherungs-Division z.b.V.
- XX. Armeekorps
  - Korps-Abteilung E
  - 3. Kavallerie-Brigade
  - 7. Infanterie-Division
  - 203. Sicherungs-Division
  - 7. Infanterie-Division
  - 35. Infanterie-Division
- 23e corps d'armée (Allemagne)
  - 292. Infanterie-Division
  - 102. Infanterie-Division
  - Gruppe Generalmajor Stephan
- Gruppe Generalleutnant Harteneck
  - 4. Panzer-Division
  - 4. Kavallerie-Brigade
  - Korps-Abteilung E
  - 129. Infanterie-Division
- LV. Armeekorps
  - Kampfgruppe 28. Jäger-Division
  - 367. Infanterie-Division
  - 12. Panzer-Division
  - 20. Panzer-Division
  - Gruppe Generalmajor von Ziehlberg

31 août 1944
- À la disposition de la 2. Armee
  - Panzer-Brigade 102
  - 6e Panzerdivision
- XX. Armeekorps
  - 35. Infanterie-Division
  - 5. Jäger-Division
  - 7. Infanterie-Division
  - 211. Infanterie-Division
- XXIII. Armeekorps
  - 541. Grenadier-Division
  - 292. Infanterie-Division
- I. Kavallerie-Korps
  - 3. Kavallerie-Brigade
  - 129. Infanterie-Division
  - 14. Infanterie-Division
  - 102. Infanterie-Division + Panzer-Brigade 104
  - 4. Kavallerie-Brigade
- LV. Armeekorps
  - 28. Jäger-Division
  - 367. Infanterie-Division
  - 203. Sicherungs-Division

28 septembre 1944
- À la disposition de la 2. Armee
  - Panzer-Brigade 102
  - Panzer-Brigade 104
  - 4. Kavallerie-Brigade
- XX. Armeekorps
  - 542. Grenadier-Division
  - Gruppe Generalleutnant Richert (35. Infanterie-Division + Grenadier-Brigade 1131)
- XXIII. Armeekorps
  - 7. Infanterie-Division
  - 211. Infanterie-Division
  - 6e Panzerdivision
  - 541. Grenadier-Division
- I. Kavallerie-Korps
  - 292. Infanterie-Division
  - 3. Kavallerie-Brigade + 299. Infanterie-Division
  - 14. Infanterie-Division
  - 129. Infanterie-Division
  - 102. Infanterie-Division

13 octobre 1944
- XX. Armeekorps
  - 542. Volks-Grenadier-Division
  - 252. Infanterie-Division
  - 35. Infanterie-Division + Grenadier-Brigade 1131
  - 5. Jäger-Division
- XXIII. Armeekorps
  - 7. Infanterie-Division
  - 211. Infanterie-Division
  - 299. Infanterie-Division
  - 6e Panzerdivision
  - 541. Volks-Grenadier-Division
  - 3. Panzer-Division
  - Panzer-Brigade 102
  - Panzer-Brigade 104
  - I. Kavallerie-Korps
  - 292. Infanterie-Division
  - 14. Infanterie-Division
  - 102. Infanterie-Division
  - 129. Infanterie-Division

31 décembre 1944
- XXVII. Armeekorps
  - 542. Volks-Grenadier-Division
  - 252. Infanterie-Division
  - 35. Infanterie-Division
- XXIII. Armeekorps
  - 5. Jäger-Division
  - 7. Infanterie-Division
  - 299. Infanterie-Division
  - 129. Infanterie-Division
- XX. Armeekorps
  - 292. Infanterie-Division
  - 14. Infanterie-Division
  - 102. Infanterie-Division

1er mars 1945
- À la disposition de la 2. Armee
  - Stellvertretendes XX. Armeekorps (Wehrkreis XX)
  - Fallschirm-Panzer-Ersatz- und Ausbildungs-Brigade “Hermann Göring”
  - Festung Graudenz
  - LV. Armeekorps
  - 203. Infanterie-Division
  - 549. Volks-Grenadier-Division
  - 547. Volks-Grenadier-Division
- VII. Panzerkorps
  - 4. SS-Polizei-Panzergrenadier-Division
  - 7. Panzer-Division
- XVIII. Gebirgs-Armeekorps
  - 32. Infanterie-Division
  - 215. Infanterie-Division
- XXXXVI. Panzerkorps
  - 389. Infanterie-Division
  - 4. Panzer-Division
  - 227. Infanterie-Division + Sperr-Brigade 1
- XXVII. Armeekorps
  - Kampfgruppe 73. Infanterie-Division
  - 251. Infanterie-Division
  - 31. Infanterie-Division
- XXIII. Armeekorps
  - 542. Volks-Grenadier-Division
  - 252. Infanterie-Division
  - 35. Infanterie-Division
  - 337. Infanterie-Division
  - 83. Infanterie-Division
  - 23. Infanterie-Division
- Korpsgruppe von Rappard
  - 7. Infanterie-Division
  - Gruppe Gümpel

31 mars 1945
- À la disposition de la 2. Armee
  - Stellvertretendes XX. Armeekorps (Wehrkreis XX)
- Generalkommando Hela
  - Kampfgruppe 31. Volks-Grenadier-Division
  - Gruppe Oberst Lobach
- VII. Panzerkorps
  - 4. SS-Polizei-Panzergrenadier-Division
  - 7. Panzer-Division + Kampfgruppe 251. Infanterie-Division + 32. Infanterie-Division
  - 215. Infanterie-Division
  - Kampfgruppe 83. Infanterie-Division + 277. Infanterie-Division
  - Festung Gotenhafen (Gruppe Gümbel)
- XXVII. Armeekorps
  - Kampfgruppe 73. Infanterie-Division
  - Kampfgruppe 389. Infanterie-Division + Festung Danzig (Divisionsstab 203)
  - 4. Panzer-Division
  - Kampfgruppe 252. Infanterie-Division
  - Kampfgruppe 12. Feld-Division (L)
- XXIII. Armeekorps
  - 542. Volks-Grenadier-Division
  - 35. Infanterie-Division + 337. Volks-Grenadier-Division
  - 23. Infanterie-Division
- XVIII. Gebirgs-Armeekorps
  - 7. Infanterie-Division
  - Stab 129. Infanterie-Division